# Vermelho de clorofenol
Vermelho de clorofenol é um corante indicador de pH que altera sua coloração de amarelo a violeta na faixa de pH de 4.8 a 6.7. Seu lambda máximo é a 572 nm.